# 教宗郭諾
教宗郭諾（拉丁語：Conon PP.）自686年10月23日至687年9月21日在位为教宗。

## 译名列表
- 郭诺：香港天主教教區檔案　歷任教宗作郭诺。